# Episodi di Het Huis Anubis (prima stagione)
La prima stagione della serie televisiva Het Huis Anubis è trasmessa in prima visione nei Paesi Bassi da Nickelodeon dal 26 settembre 2006 al 27 maggio 2007.
In Italia la serie è ancora inedita.
| nº            | Titolo originale                 | Titolo italiano | Prima TV Paesi Bassi | Prima TV Italia |
| Prima parte   | Prima parte                      | Prima parte     | Prima parte          | Prima parte     |
| ------------- | -------------------------------- | --------------- | -------------------- | --------------- |
| 1             | Het nieuwe meisje                |                 | 26 settembre 2006    |                 |
| 2             | Het konijn                       |                 | 26 settembre 2006    |                 |
| 3             | De oude vrouw                    |                 | 27 settembre 2006    |                 |
| 4             | Het plan van Patricia            |                 | 28 settembre 2006    |                 |
| 5             | Het armbandje                    |                 | 29 settembre 2006    |                 |
| 6             | De ontgroening                   |                 | 2 ottobre 2006       |                 |
| 7             | De verdwenen sleutels            |                 | 3 ottobre 2006       |                 |
| 8             | Het ‘1e’ Raadsel                 |                 | 4 ottobre 2006       |                 |
| 9             | De liefdesboodschap              |                 | 5 ottobre 2006       |                 |
| 10            | De envelop                       |                 | 6 ottobre 2006       |                 |
| 11            | Het ‘2e’ raadsel                 |                 | 9 ottobre 2006       |                 |
| 12            | De waarschuwing                  |                 | 10 ottobre 2006      |                 |
| 13            | De map van Joyce                 |                 | 11 ottobre 2006      |                 |
| 14            | De rookbom                       |                 | 12 ottobre 2006      |                 |
| 15            | Het kistje                       |                 | 13 ottobre 2006      |                 |
| 16            | Het dagboek                      |                 | 16 ottobre 2006      |                 |
| 17            | De luistertoets                  |                 | 17 ottobre 2006      |                 |
| 18            | Oom Pierre                       |                 | 18 ottobre 2006      |                 |
| 19            | De grammofoon                    |                 | 19 ottobre 2006      |                 |
| 20            | De stem van Joyce                |                 | 20 ottobre 2006      |                 |
| 21            | De 'echte' luistertoets          |                 | 23 ottobre 2006      |                 |
| 22            | Het meisje op de wasrol          |                 | 24 ottobre 2006      |                 |
| 23            | Een geest?                       |                 | 25 ottobre 2006      |                 |
| 24            | Kusje Esther                     |                 | 26 ottobre 2006      |                 |
| 25            | De gil                           |                 | 27 ottobre 2006      |                 |
| 26            | De sjamaan                       |                 | 30 ottobre 2006      |                 |
| 27            | Rufus Malpied                    |                 | 31 ottobre 2006      |                 |
| 28            | Een geheime club                 |                 | 1 novembre 2006      |                 |
| 29            | De brief                         |                 | 2 novembre 2006      |                 |
| 30            | De Club van de oude wilg         |                 | 3 novembre 2006      |                 |
| 31            | De Sterrenheuvel                 |                 | 6 novembre 2006      |                 |
| 32            | De zere enkel                    |                 | 7 novembre 2006      |                 |
| 33            | De DAT recorder                  |                 | 8 novembre 2006      |                 |
| 34            | Hello Mister Winker              |                 | 9 novembre 2006      |                 |
| 35            | Een zondagse wandeling           |                 | 10 novembre 2006     |                 |
| 36            | De zwarte kat                    |                 | 13 novembre 2006     |                 |
| 37            | Alarmfase Rufus                  |                 | 14 novembre 2006     |                 |
| 38            | Een nieuw lid                    |                 | 15 novembre 2006     |                 |
| 39            | Allemaal prutsers                |                 | 16 novembre 2006     |                 |
| 40            | Met hulp van Trudie              |                 | 17 novembre 2006     |                 |
| 41            | Arme Trudie                      |                 | 20 novembre 2006     |                 |
| 42            | Mara pikt het niet               |                 | 21 novembre 2006     |                 |
| 43            | Een gevangenisbewaarster         |                 | 22 novembre 2006     |                 |
| 44            | De nieuwe regels                 |                 | 23 novembre 2006     |                 |
| 45            | Voor Sarah, van papa             |                 | 24 novembre 2006     |                 |
| 46            | De gestolen raaf                 |                 | 27 novembre 2006     |                 |
| 47            | De horrorexpert                  |                 | 28 novembre 2006     |                 |
| 48            | De inwijding                     |                 | 29 novembre 2006     |                 |
| 49            | Het zombiemasker                 |                 | 30 novembre 2006     |                 |
| 50            | Het hoestdrankflesje             |                 | 1 dicembre 2006      |                 |
| 51            | Sibuna?                          |                 | 1 dicembre 2006      |                 |
| 52            | De bruine ogen                   |                 | 4 dicembre 2006      |                 |
| 53            | Het idee voor de musical         |                 | 5 dicembre 2006      |                 |
| 54            | Meneer Pijnvoet                  |                 | 6 dicembre 2006      |                 |
| 55            | Mick's sportbeurs                |                 | 7 dicembre 2006      |                 |
| 56            | De klok tikt door                |                 | 8 dicembre 2006      |                 |
| 57            | De vloek van de farao            |                 | 11 dicembre 2006     |                 |
| 58            | De vele ogen van Victor          |                 | 12 dicembre 2006     |                 |
| 59            | Sarah en het geheim van de tombe |                 | 13 dicembre 2006     |                 |
| 60            | De mysterieuze gast              |                 | 15 dicembre 2006     |                 |
| 61            | De redding van Amber             |                 | 15 dicembre 2006     |                 |
| Seconda parte |                                  |                 |                      |                 |
| 62            | De mysterieuze man               |                 | 14 marzo 2007        |                 |
| 63            | Patricia verdwijnt               |                 | 14 marzo 2007        |                 |
| 64            | De film                          |                 | 15 marzo 2007        |                 |
| 65            | Een nieuw raadsel                |                 | 16 marzo 2007        |                 |
| 66            | Het briefje                      |                 | 19 marzo 2007        |                 |
| 67            | Betrapt                          |                 | 20 marzo 2007        |                 |
| 68            | Huisarrest                       |                 | 21 marzo 2007        |                 |
| 69            | Rufus is terug                   |                 | 21 marzo 2007        |                 |
| 70            | De loods                         |                 | 23 marzo 2007        |                 |
| 71            | Opgesloten                       |                 | 26 marzo 2007        |                 |
| 72            | Patricia in gevaar               |                 | 27 marzo 2007        |                 |
| 73            | Het dossier van Joyce            |                 | 28 marzo 2007        |                 |
| 74            | De ontsnapping                   |                 | 29 marzo 2007        |                 |
| 75            | Het schilderij                   |                 | 30 marzo 2007        |                 |
| 76            | De metaaldetector                |                 | 2 aprile 2007        |                 |
| 77            | Het cadeautje                    |                 | 3 aprile 2007        |                 |
| 78            | De strijd begint                 |                 | 4 aprile 2007        |                 |
| 79            | De laatste wasrol                |                 | 5 aprile 2007        |                 |
| 80            | De lege brief                    |                 | 6 aprile 2007        |                 |
| 81            | Het huwelijksaanzoek             |                 | 9 aprile 2007        |                 |
| 82            | De klok                          |                 | 10 aprile 2007       |                 |
| 83            | Gelijkspel                       |                 | 11 aprile 2007       |                 |
| 84            | CSI                              |                 | 12 aprile 2007       |                 |
| 85            | De doodskist van Dracula         |                 | 13 aprile 2007       |                 |
| 86            | 1922                             |                 | 16 aprile 2007       |                 |
| 87            | De schijf                        |                 | 17 aprile 2007       |                 |
| 88            | Koningsgraven                    |                 | 18 aprile 2007       |                 |
| 89            | Appies slapeloosheid             |                 | 19 aprile 2007       |                 |
| 90            | Meneer Roo-den-maar              |                 | 20 aprile 2007       |                 |
| 91            | De boodschap van Sarah           |                 | 23 aprile 2007       |                 |
| 92            | Het cadeau van Sarah             |                 | 24 aprile 2007       |                 |
| 93            | De buikdanseres                  |                 | 25 aprile 2007       |                 |
| 94            | Sarah's begrafenis               |                 | 26 aprile 2007       |                 |
| 95            | Zeno Terpstra                    |                 | 27 aprile 2007       |                 |
| 96            | De themamiddag                   |                 | 30 aprile 2007       |                 |
| 97            | Amber op één                     |                 | 1 maggio 2007        |                 |
| 98            | Meer kapers op de kust           |                 | 2 maggio 2007        |                 |
| 99            | Terug naar de kelder             |                 | 3 maggio 2007        |                 |
| 100           | De walkie talkie                 |                 | 4 maggio 2007        |                 |
| 101           | Het zuiveringsritueel            |                 | 7 maggio 2007        |                 |
| 102           | Appie de held                    |                 | 8 maggio 2007        |                 |
| 103           | Het nieuwe lid                   |                 | 9 maggio 2007        |                 |
| 104           | Mara's makeover                  |                 | 10 maggio 2007       |                 |
| 105           | Appie's tweestrijd               |                 | 11 maggio 2007       |                 |
| 106           | Victors geheim                   |                 | 14 maggio 2007       |                 |
| 107           | De witte muizenplaag             |                 | 15 maggio 2007       |                 |
| 108           | Opgesloten op school             |                 | 16 maggio 2007       |                 |
| 109           | De sterrenkijker                 |                 | 17 maggio 2007       |                 |
| 110           | En de winnaar is...              |                 | 18 maggio 2007       |                 |
| 111           | De dubbelspion                   |                 | 21 maggio 2007       |                 |
| 112           | De leeftijd van Victor           |                 | 22 maggio 2007       |                 |
| 113           | De schat ontrafeld               |                 | 23 maggio 2007       |                 |
| 114           | Het schoolbal                    |                 | 23 maggio 2007       |                 |